# Bisbat de Hà Tĩnh
El bisbat de Hà Tĩnh (francès: Diocèse de Bogotá, llatí: Dioecesis Hatinhensis) és una seu de l'Església Catòlica a Vietnam, sufragània de l'arquebisbat de Hanoi. Al 2018 tenia 241.112 batejats sobre una població de 2.153.300 habitants. Actualment es troba vacant, a l'espera que el bisbe electe Paul Nguyên Thai Hop, O.P., ocupi la seu.

## Territori
La diòcesi comprèn les províncies civils Hà Tĩnh i Quảng Bình.
La seu episcopal és la ciutat de Văn Hạnh.
El territori s'estén sobre 7.692 km², i està dividit en 96 parròquies.

## Història
La diòcesi va ser erigida pel papa Francesc el 22 de desembre de 2018, prenent el territori de la diòcesi de Vinh.

## Cronologia episcopal
- Paul Nguyên Thai Hop, O.P., des del 22 de desembre de 2018

## Estadístiques
La diòcesi, en el moment de la seva erecció, tenia 241.112 batejats sobre una població de 2.153.300 persones, equivalent al 11,2% del total.
| any  | població | població  | població | sacerdots | sacerdots       | sacerdots       | sacerdots             | diaques | religiosos | religiosos | parròquies |
| ---- | -------- | --------- | -------- | --------- | --------------- | --------------- | --------------------- | ------- | ---------- | ---------- | ---------- |
| any  | batejats | total     | %        | total     | clergat secular | clergat regular | batejats por sacerdot | diaques | homes      | dones      |            |
| 2018 | 241.112  | 2.153.300 | 11,2     |           | 93              |                 | 2.593                 |         | 19         | 188        | 96         |